# Xu Qing
Pour les articles homonymes, voir Qing.
Xu Qing (许晴), née le 22 janvier 1969 à Pékin, aussi connue comme Summer Qing, est une actrice chinoise.

## Filmographie
- 1991 : La Vie sur un fil
- 1992 : Ripples Across Stagnant Water
- 1994 :  Dark Obsession
- 1996 :  The Emperor's Shadow
- 1999 :  Agreed Not to Separate
- 1999 :  My 1919
- 2007 : Flashpoint
- 2009 : The Founding of a Republic
- 2012 :  To My Wife
- 2012 : Looper
- 2015 :  I Love You, Too
- 2015 :  Mr. Six
- 2016 :  League of Gods
- 2017 : 24H Limit
- 2017 :  The Hidden Sword